# Хэдун (Линьи)
Хэду́н (кит. упр. 河东, пиньинь Hédōng, буквально: «к востоку от реки») — район городского подчинения городского округа Линьи провинции Шаньдун (КНР).

## История
Во время империи Западная Хань здесь был образован уезд Цзицю (即邱县). При империи Восточная Хань он был преобразован в удел Цзицю (即丘侯国).
При империи Северная Вэй В 529 году была создана область Бэйсюйчжоу (北徐州), правление которой разместилось в Цзицю; области были подчинены округа Тайшань (泰山郡) и Ланъе (琅琊郡). При империи Северная Чжоу в 578 году область Бэйсюйчжоу была переименована в Ичжоу (沂州) — по реке Ихэ, омывавшей восточную часть областного центра. При империи Лю Сун уезды Кайян и Линьи были присоединены к уезду Цзицю (即邱县). При империи Суй в 596 году уезды Кайян и Линьи были восстановлены, а в 605 году уже уезды Кайян и Цзицю были присоединены к уезду Линьи.
При империи Тан в 621 году из уезда Линьи были выделены уезды Ланьшань (兰山县, у подножия горы Ланьшань, что на территории современного уезда Таньчэн) и Чанлэ (昌乐县). В 623 году они были расформированы, а их территория была вновь присоединена к уезду Линьи.
При империи Мин в 1368 году уезд Линьи был расформирован, а его территория перешла под непосредственное управление властей области Ичжоу (в подчинении которой не осталось ни одного уезда).
При империи Цин в 1724 году область Ичжоу была поднята в статусе до «непосредственно управляемой» (то есть стала подчиняться напрямую властями провинции, минуя промежуточное звено в виде управы), а в 1734 году область Ичжоу была поднята в статусе до управы. На этой территории, ранее напрямую управлявшейся властями области, был образован уезд Ланьшань.
После Синьхайской революции в Китае была проведена реформа структуры административного деления, и в 1913 году управы были упразднены, а уезд Ланьшань был переименован в Линьи.
В 1950 году в составе провинции Шаньдун был образован Специальный район Линьи (临沂专区), и уезд вошёл в его состав. В декабре 1958 года уезд Линьи был преобразован в город, но в марте 1963 года вновь стал уездом. В сентябре 1983 года постановлением Госсовета КНР уезд Линьи был преобразован в городской уезд.
Указом Госсовета КНР от 17 декабря 1994 года были расформированы Округ Линьи и городской уезд Линьи, а вместо них был образован городской округ Линьи; территория бывшего городского уезда Линьи была разделена на три района — Ланьшань, Лочжуан и Хэдун — подчинённые городскому округу Линьи.

## Административное деление
Район делится на 8 уличных комитетов и 3 посёлка.